# SS-Arbeitslager Dorohucza
Das SS-Arbeitslager Dorohucza befand sich nahe dem Ort Dorohucza, etwa fünf Kilometer nordwestlich der polnischen Ortschaft Trawniki. Es lag im Landkreis Świdnik in der Woiwodschaft Lublin. Das Lager wurde direkt am Ufer des Flusses Wieprz errichtet und bestand zwischen dem 13. März 1943 und dem 3. November 1943. Mitte September 1943 wurde das SS-Arbeitslager Dorohucza als Außenlager dem KZ Majdanek unterstellt.

## Zweck des Lagers
Die SS errichtete dieses Arbeitslager, um im Rahmen der Aktion Reinhardt die Arbeitskraft jüdischer Häftlinge infolge von „Vernichtung durch Arbeit“ auszunutzen. Die Zwangsarbeiter, überwiegend aus dem Vernichtungslager Sobibor nach Dorohucza überstellt, wurden zum Torfabbau eingesetzt.

## Lageraufbau
Das Lager Dorohucza bestand aus drei etwa gleich großen, in U-Form um den Appellplatz herum errichteten Baracken, die aus dem Vernichtungslager Treblinka stammten. Dieser für die Häftlinge bestimmte Bereich war von einem Stacheldrahtzaun umgeben. Auf der vierten Seite befand sich außerhalb des Zauns die Baracke des SS-Personals. Links beziehungsweise rechts von diesem Gebäude wurde ein weiteres Barackengebäude für das ukrainische Wachpersonal, die sogenannten Trawniki-Männer, sowie die Küche errichtet. Vor dem Büro des Lagerkommandanten befand sich ein fest installiertes Maschinengewehr, mit dem jederzeit auf die Gefangenen geschossen werden konnte. Von einem Wachturm, der sich direkt am Flussufer befand, konnte das komplette Lager überwacht werden.

## Organisatorisches
Lagerkommandant war SS-Hauptscharführer Gottfried Schwarz, der am 21. Juni 1943 zum SS-Untersturmführer befördert wurde. Heinrich Himmler begründete dies mit den "großen Verdiensten" von Schwarz bei der Umsetzung der Aktion Reinhardt. Der letzte Kommandant von Dorohucza war Fritz Tauscher. Die Überwachung der Gefangenen übernahmen Trawnikimänner unter der Leitung von Karl Diner, die Kapos waren polnischer und niederländischer Herkunft.

## Lagerhistorie
Das SS-Arbeitslager Dorohucza wurde Anfang März 1943 eingerichtet und war für ungefähr 500 jüdische Häftlinge ausgelegt. Insgesamt wurden hier zirka 700 niederländische Juden interniert, die direkt nach ihrer Ankunft in Sobibor in dieses Lager überstellt wurden. Da in Sobibor keine namentlichen Erfassungen der internierten Personen vorgenommen wurden, ist lediglich aus Briefen von 171 Niederländern das Eintreffen in Dorohucza gesichert. Der Anteil der niederländischen Zwangsarbeiter soll bei etwa 50 Prozent gelegen haben, wobei die andere Hälfte der Häftlinge aus polnischen Juden bestand. Die polnischen Insassen stammten entweder direkt aus dem Warschauer Ghetto oder aus dem zentralen Zwangsarbeitslager Trawniki. Das Alter der Lagerinsassen lag zwischen 16 und 50 Jahren. 
Die ersten niederländischen Juden trafen am 13. März 1943 im Lager ein, wobei üblicherweise Gruppen zu etwa 80 Personen Dorohucza erreichten. Nur 16 niederländische Juden, darunter 13 Frauen, überlebten das Arbeitslager Dorohucza. Die Häftlinge wurden in den benachbarten Mooren zum Torfstechen gezwungen.

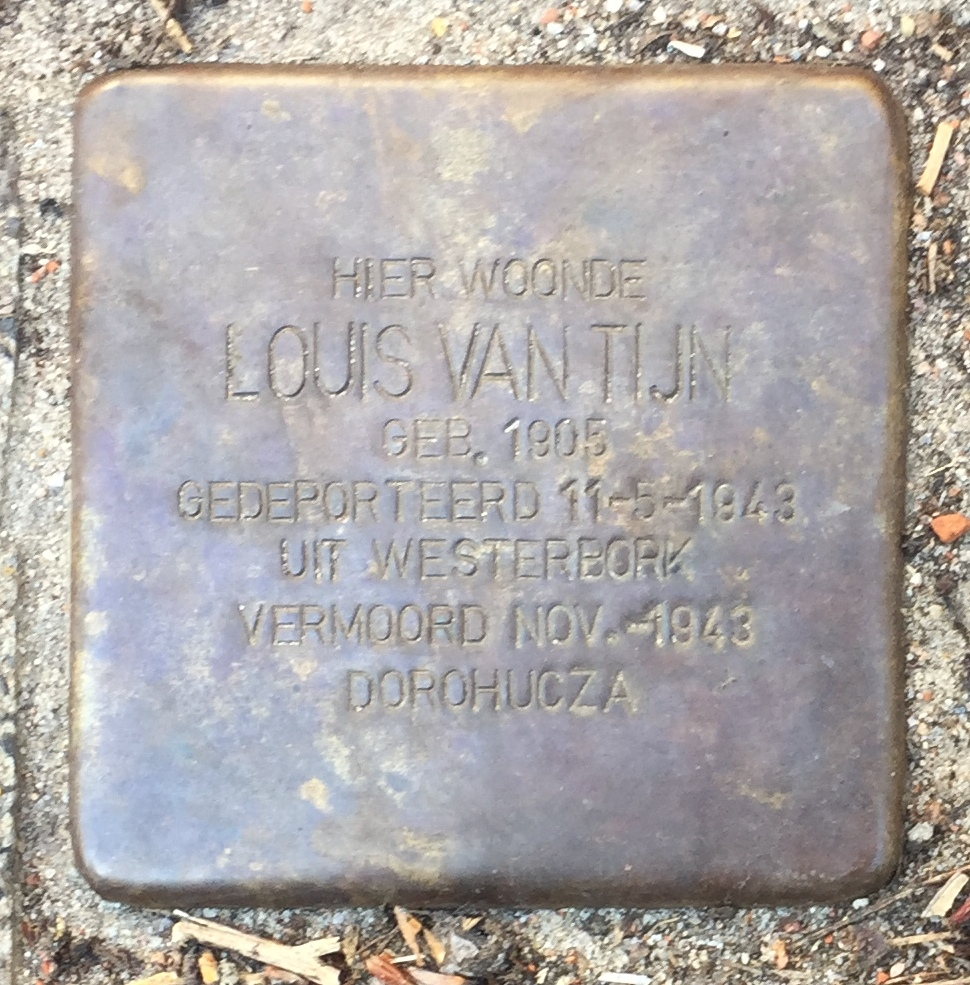
Stolperstein in Leiden für Louis van Tijn, ermordet in Dorohucza, Nov. 1943

Die Lebensbedingungen im Lager waren extrem schlecht, so dass die Lebenserwartung der Zwangsarbeiter nur wenige Wochen betrug. So schildern die wenigen Überlebenden, dass sie in den Baracken auf dem Boden schlafen mussten. Die schadhaften Gebäude boten kaum Schutz vor Witterungseinflüssen und die hygienischen Bedingungen waren extrem mangelhaft. Für die Häftlinge gab es kein Trinkwasser, lediglich zweimal täglich eine schwarze Substanz, die als Kaffee bezeichnet wurde. Außerdem erhielten die Häftlinge einmal täglich Suppe, die aus einem Gemisch von einem Liter Wasser, wenig Sauerkraut und einigen Streifen fast transparentem Hundefleisch bestand. Das Wasser des Flusses war ungenießbar, da es so stark kontaminiert war, dass man nach seinem Genuss an Typhus erkranken konnte. Das Flusswasser wurde lediglich zur Körperreinigung genutzt.
Am 3. November 1943 wurden alle Juden des Arbeitslagers erschossen. Unter ihnen waren alle 144 Niederländer. Die Aktion, die sämtliche jüdische Insassen der Arbeits- und Vernichtungslager der Lubliner Umgebung betraf, wurde unter dem Namen Aktion Erntefest bekannt. Das Lager wurde anschließend geschlossen.